# Love (존 레논의 노래)
〈Love〉는 존 레논이 작곡하고 공연한 곡으로, 원래는 《John Lennon/Plastic Ono Band》(1970년)에 발매되었다. 이 곡의 주제는 음반에 있는 대부분의 노래들보다 더 긍정적이다.

## 참여 인원
원본 녹음에서 연주한 음악가는 다음과 같다.
- 존 레논 - 보컬, 어쿠스틱 기타
- 필 스펙터 - 피아노